# Lindsaea coarctata
Lindsaea coarctata är en ormbunkeart som beskrevs av Kramer. Lindsaea coarctata ingår i släktet Lindsaea och familjen Lindsaeaceae. Inga underarter finns listade.